# Škofija Murska Sobota
Škofija Murska Sobota je ena izmed šestih slovenskih škofij in ena izmed štirih slovenskih sufraganskih škofij. Njen sedež je v Stolnici svetega Nikolaja v Murski Soboti. 
Kot sufraganska škofija skupaj z Nadškofijo Maribor in Škofijo Celje tvori Metropolijo Maribor.
Murskosoboški škof je Janez Kozinc.

## Zgodovina
Nastala je na ozemlju nekdanjega Pomurskega naddekanata, z delitvijo dotedanje Škofije Maribor, ustanovljena je bila 7. aprila 2006.

## Organizacija
Škofija obsega 36 župnij, ki so združene v eno od treh dekanij: Lendava, Ljutomer in Murska Sobota.
Na ozemlju škofije živi 112.793 prebivalcev (120.146 leta 2006), od tega je 86.173 katoličanov (95.463 leta 2006) (76,4 %; vir: 2017). V škofiji deluje 56 duhovnikov (od tega je 12 redovnih duhovnikov) in 18 redovnih bratov in redovnic (31. 12. 2019).
Pod škofijo sodi tudi Miklavžev zavod v Murski Soboti, pod katerega spada vrtec, kuhinja, plesna šola, center za psihosocialno svetovanje in izobraževanje, vseživljenjsko izobraževanje vseh generacij, še posebej odraslih in starejših, založba in knjigarna.